# Вихлопні гази

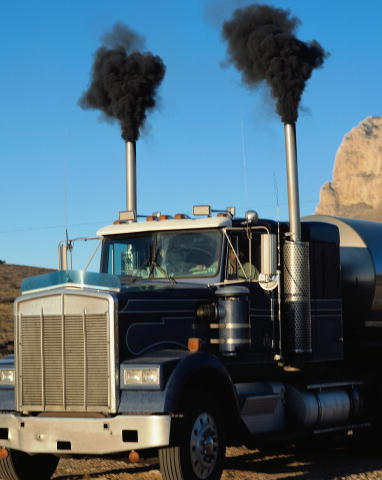
Дим з вихлопних труб дизельної вантажівки

Вихлопний газ (газ, що виходить із вихлопних труб механічного транспортного засобу) — відпрацьоване в тепловому двигуні робоче тіло. Є продуктами окислення і неповного згоряння вуглеводневого чи інших видів палива. Вихлопні гази містять певну кількість (залежно від палива, типу двигуна та його технічного стану) токсичних і шкідливих компонентів. Викиди вихлопних газів — основна причина перевищення гранично допустимих концентрацій токсичних речовин і канцерогенів в атмосфері великих міст (особливо в Лондоні), утворення смогів, які є частою причиною отруєння в замкненому просторі.
Кількість забруднювальних речовин, що виділяються в атмосферу з вихлопними газами, визначається складом і об'ємами їх викидів.

## Об'єми викидів вихлопних газів

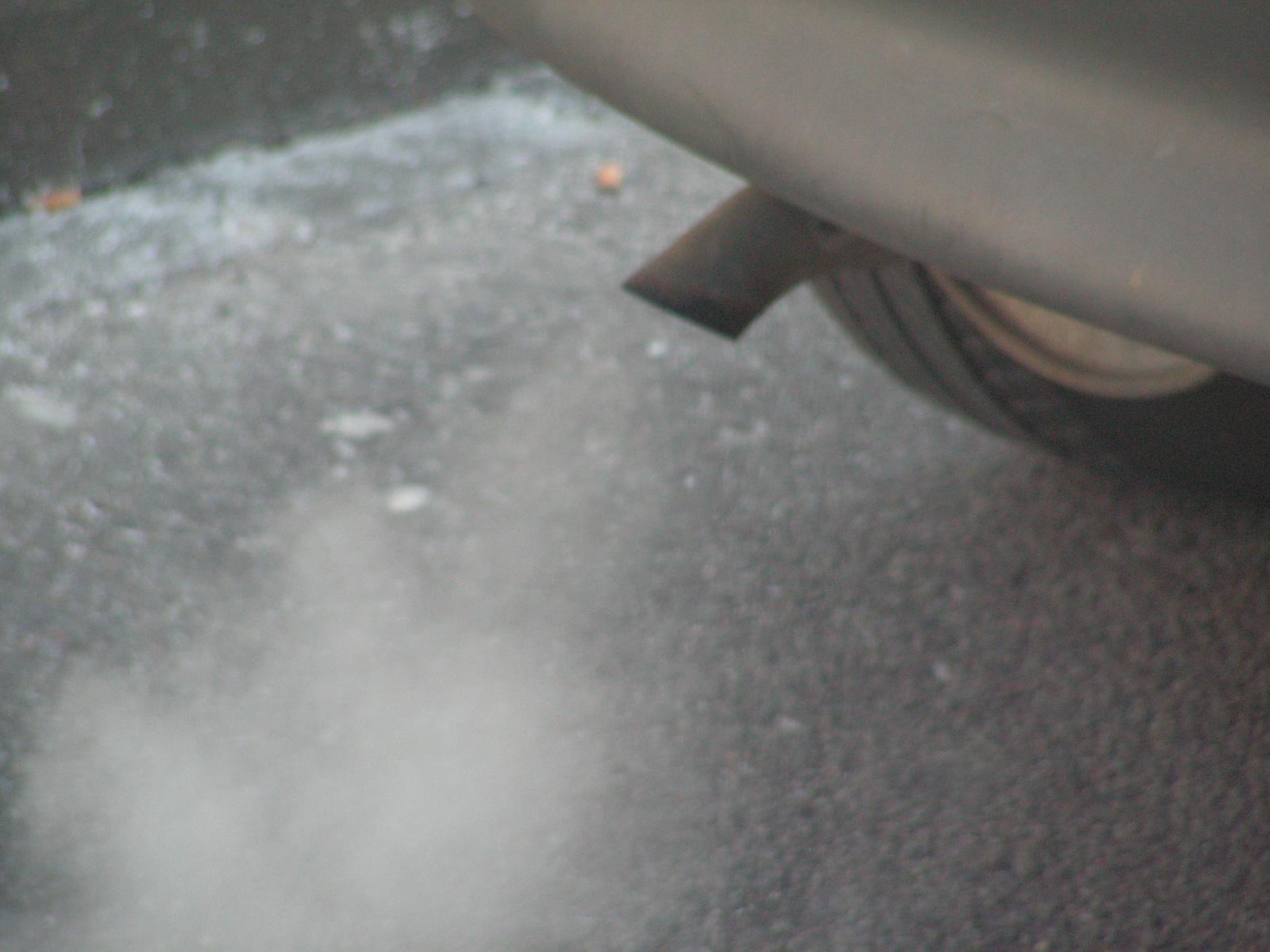
Викиди з труби легкового автомобіля з бензиновим двигуном

Орієнтовно визначається залежно від витрати палива автомобілями.
Споживання палива механічними транспортними засобами залежно від їх пробігу нормується і зазвичай вказується виробниками (це одна зі споживчих характеристик транспортного засобу), наприклад:
|                                                                     | ВАЗ 2110 1,5k, літрів | ВАЗ 2110 1,5i, літрів | Mitsubishi Colt 5-D 1.1i, літрів | ВАЗ 11113 0,75k, літрів | ВАЗ 21055 1,5D, літрів |
| Витрата у «міському циклі», л/100км                                 | 9,1                   | 8,6                   | 7,0                              | 6,4                     | 5,7                    |
| Витрата у «позаміському циклі» (рівномірний рух 60 км/год), л/100км | 6,5                   | 6,5                   | 3,7                              | 3,2                     | 3,8                    |

- k — карбюраторний двигун
- i — інжекторний двигун
- D — дизельний двигун
- Густина бензину при +20 °C коливається від 0,69 до 0,81 г/см³
- Густина дизельного палива при +20 °C за ГОСТ 305-82 не більше 0,86 г/см³

Для визначення сумарного обсягу газів, що виходять із глушника, можна орієнтуватися на такі значення  — один літр спалюваного бензину призводить до утворення приблизно 16 кубометрів або 16000 літрів суміші різних газів.

## Склад вихлопних газів двигунів внутрішнього згоряння
|                             | Бензинові двигуни | Дизелі      |
| Азот N2, об.%               | 74—77             | 76—78       |
| Кисень O2, об.%             | 0,3—8,0           | 2,0—18,0    |
| Вода H2O (пара), об.%       | 3,0—5,5           | 0,5—4,0     |
| Вуглекислий газ CO2, об.%   | 0,0—16,0          | 1,0—10,0    |
| Монооксид вуглецю CO*, об.% | 0,1—5,0           | 0,01—0,5    |
| Оксиди азоту NOx*, об.%     | 0,0—0,8           | 0,0002—0,5  |
| Вуглеводні CnHm*, об.%      | 0,2—3,0           | 0,09—0,5    |
| Альдегіди*, об.%            | 0,0—0,2           | 0,001—0,009 |
| Сажа С**, г/м3              | 0,0—0,04          | 0,01—1,10   |
| Бензопірен-3,4**, г/м3      | 10—20× 10−6       | 10×10−6     |

* Токсичні компоненти

** Канцерогени

## Вплив складників вихлопних газів на здоров'я людини
Монооксид вуглецю (чадний газ) — це токсична речовина, яка, потрапляючи у легені та у кров, «зв'язує» кров'яні тільця, що призводить до кисневого голодування тканин організму і до смерті. Але найбільшу небезпеку становлять оксиди азоту, які приблизно в 10 разів небезпечніші, ніж чадний газ. Потрапляючи на слизові оболонки та у кров, оксиди азоту утворюють азотні і азотисті кислоти та інші небезпечні для здоров'я і життя сполуки. Частка токсичності альдегідів відносно невелика і становить 4-5 % від загальної токсичності вихлопних газів. Токсичності різних вуглеводнів значно відрізняється між собою, проте особливістю є те, що ненасичені вуглеводні у присутності діоксиду азоту під впливом сонячного проміння фотохімічно окислюються, утворюючи отруйні кисневмісні сполуки — складові частини смогу.
Якість допалювання токсичного монооксиду вуглецю на сучасних каталітичних нейтралізаторах така, що вміст СО після нейтралізатора, зазвичай, знижується менше 0,1 %.
Виявлені у вихлопних газах поліциклічні ароматичні вуглеводні — сильні канцерогени. Серед них найбільш вивчений бензопірен, крім нього знайдені похідні антрацену:
- 1,2—бензантрацен;
- 1,2,6,7—дибензантрацен;
- 5,10—диметил—1,2—бензантрацен.

Крім того, зважаючи на наявність сірки та сірчаних сполук у дизельних паливах, та частково у бензинах, до складу відпрацьованих газів можуть входити оксиди сірки, а у разі застосування етилованих бензинів — свинець (тетраетилсвинець), бром, хлор, та їх сполуки. Вважається, що аерозолі галоїдних сполук свинцю можуть піддаватися каталітичним і фотохімічним перетворенням, беручи участь в утворенні смогу.
Тривалий контакт із середовищем, отруєним вихлопними газами автомобілів, викликає загальне ослаблення організму — імунодефіцит. Крім того, безпосередньо токсичні і шкідливі гази можуть стати причиною різних захворювань. Наприклад, дихальної недостатності, гаймориту, ларинготрахеїту, бронхіту, бронхопневмонії, раку легень. Крім того, вихлопні гази викликають атеросклероз судин головного мозку. Опосередковано через легеневу патологію можуть виникнути і різні порушення серцево-судинної системи.

### Отруєння в замкненому просторі
Доволі частими є випадки отруєння вихлопними газами в тому числі зі смертельними наслідками автомобілістів у гаражах, закритих стоянках і всередині автомобілів (витоку в салон) за недостатньої чи відсутньої вентиляції. Для боротьби з такими випадками вводяться норми на вентиляцію споруд, пов'язаних з експлуатацією та обслуговуванням автомобілів, а також рекомендації автомобілістам.

## Законодавче регулювання
- Контролюється якісний склад виробленого і реалізованого палива (в Україні це стандарти на паливо, регіональні вимоги, в Європі нормативи ЄВРО).
- Передбачений контроль відповідності конструкції двигунів і їх систем та транспортних засобів, на яких вони встановлюються, до вимог вмісту токсичних компонентів у вихлопних газах (в Україні — це Правила ЄЕК ООН з відповідними рівнями вимог (рівень Євро-2), які введені в дію як державні стандарти України, в Європі — це Директиви ЄС, які є відповідниками цих же Правил ЄЕК ООН з відповідними рівнями вимог (рівні Євро-4, Євро-5 — для відповідних категорій транспортних засобів)).
- Передбачений періодичний контроль за відповідністю технічного стану транспортних засобів, які перебувають в експлуатації, та їх обслуговування, регулювання і ремонт у разі необхідності. При цьому, передбачено контролювати вміст СО, який здійснюється в режимі холостого ходу із мінімальною та підвищеною частотами обертання колінчастого вала двигуна (бензинові двигуни) та димності відпрацьованих газів, який здійснюється в режимах вільних прискорень холостого ходу (дизелі). В Україні для бензинових двигунів передбачено контролювати вміст СО та СН за ДСТУ 4277:2004, а для дизельних двигунів — димність за ДСТУ 4276:2004) у зазначених режимах.
- У деяких регіонах вводяться обмеження на рух великовантажного автотранспорту (наприклад у м. Києві).
- У окремих регіонах вводяться більш жорсткі норми до викидів шкідливих і токсичних компонентів у вихлопних газах (наприклад, у окремих штатах США, у окремих префектурах КНР тощо).
  - Вважається, що поширення подібних норм на райони з нормальною екологічною обстановкою може створювати зайві витрати.

## Шляхи зниження викидів і токсичності
Стимулом до скорочення обсягів викидів передбачається зацікавленість у скороченні витрати палива (значна стаття витрат у автомобільному транспорті).
- Колосальний вплив на кількість викидів (не врахуючи кількість спалювання палива) відіграє організація руху автомобілів у місті (значна частина викидів відбувається в пробках і на світлофорах). При вдалій організації можливе застосування менш потужних двигунів, рух на невисоких (економічних) проміжних швидкостях.
- Істотно знизити вміст вуглеводнів у вихлопних газах, більш ніж в 2 рази, можливо застосуванням як палива попутних нафтових (пропан, бутан), або природного газів, при тому, що головний недолік природного газу — низький запас ходу, для умов руху в містах є не настільки значущим.
- Крім складу палива, на токсичність впливає технічний стан та налаштування двигуна (особливо дизельного — викиди сажі можуть збільшуватися до 20 разів і карбюраторного — до 1,5-2 разів змінюються викиди оксидів азоту).
- Значно знижено викиди (знижено витрату палива) в сучасних конструкціях інжекторних систем впорскування палива, які працюють на стабільно збіднених сумішах неетильованого бензину, встановленням каталітичних нейтралізаторів, застосуванням двигунів, які працюють на газових паливах, агрегатів з нагнітачами і охолоджувачами повітря, застосуванням гібридних приводів. Однак подібні конструкції сильно подорожчують автомобілі.
- Випробування, проведені SAE, показали, що ефективний спосіб зниження викидів оксидів азоту (до 90 %) і в цілому токсичних компонентів вихлопних газів — упорскування в камеру згоряння води.

### Вміст вихлопних газів автотранспорту
- Вміст вихлопних газів автомобілів [Архівовано 23 березня 2010 у Wayback Machine.]

### Вплив вихлопних газів на здоров'я людини
- Вдихання вихлопних дизельних газів провокує ішемію міокарда і порушує фібринолітичну активність крові [Архівовано 5 березня 2016 у Wayback Machine.]
- Вихлопні гази негативно впливають на показники зовнішнього дихання [Архівовано 13 березня 2016 у Wayback Machine.]
- Перша допомога при отруєнні чадним газом